# Björn Julén
Björn Julén, född 14 maj 1927 i Engelbrekts församling, Stockholm, död 17 november 2009 i Bromma församling, Stockholm, var en svensk poet, litteraturvetare och litteraturkritiker. 

## Biografi
Julén tog studentexamen 1945 och blev 1950 fil. kand. vid Stockholms högskola. Åren 1957–77 var han litteraturkritiker i Svenska Dagbladet, samt 1958–61 redaktör för Ord och Bild. Han disputerade i litteraturhistoria vid Stockholms universitet 1961 med avhandlingen Hjärtats landsflykt, som behandlar Oskar Levertins kärlekslyrik, och blev sedan docent där. Julén medverkade i grundandet av tidskriften 80TAL, vars redaktör han var 1980–84. Från 1993 var han utgivare av tidskriften Parnass, och 1989–99 var han ordförande i Karin Boye-sällskapet.
Som poet debuterade Julén 1950 med diktsamlingen Flyktförsök, som fick ett gott mottagande av bland andra Johannes Edfelt. Därefter följde Vågspel (1953) och Dagtingan (1955) innan genombrottet kom med Balans (1958). Mellan varg och lamm (1973) består av biografiska minnesbilder, och följdes bland annat av Stam utan krona (1976) och Väglösa land (1981), med satiriska inslag. År 1998 utkom samlingsvolymen Flyktringen.

### Privatliv
Björn Julén var son till läkaren Theodor Julén och Ella Sara, född Josephson. Han gifte sig 1952 med Magdalena Berencreutz (f. 1928); de skilde sig 1964. Han gifte samma år om sig med Anne-Sophie Eriksson (f. 1941). I det första äktenskapet var han far till Ylva Julén och Staffan Julén och i det andra till Ola Julén och Jenny Julén Votinius.
Julén är gravsatt i minneslunden på Bromma kyrkogård.

### Medverkande
- De bästa berättarna: Svalans tjugoårsantologi, red. (Stockholm: Bonniers, 1961)
- Svensk berättarkonst: sjutton noveller från vårt sekel, red. (Stockholm: Aldus/Bonniers, 1961)
- Carl Jonas Love Almqvist, Carl Jonas Love Almqvist i urval, red. (Stockholm: Aldus/Bonniers, 1962)
- Barocklyrik, red. (Stockholm: Aldus/Bonniers, 1962)
- Carl Michael Bellman, Carl Michael Bellman i urval, red. (Stockholm: Aldus/Bonniers, 1962)
- Oscar Levertin, Fyra författarporträtt, red. (Stockholm: Prisma, 1962)
- Carl von Linné, Carl von Linné i urval, red. (Stockholm: Aldus/Bonniers, 1962)
- Nittiotalsnoveller, red. (Stockholm: Aldus/Bonniers, 1962)
- Rokokolyrik, red. (Stockholm: Aldus/Bonniers, 1962)
- Erik Johan Stagnelius, Erik Johan Stagnelius i urval, red. (Stockholm: Aldus/Bonniers, 1962)
- Åttiotalsnoveller, red. (Stockholm: Aldus/Bonniers, 1962)
- Berömda böcker: en litterär uppslagsbok som kortfattat återberättar innehållet i 705 romaner, noveller, skådespel och epos, huvudred. (Stockholm: Forum, 1963)
- Johan Henric Kellgren, Dikter, prosa, brev (Stockholm: Aldus/Bonniers, 1963)
- Oscar Levertin, Dikter: ett urval, red. (Stockholm: FIB:s Lyrikklubb, 1963)
- Möten mellan människor i norsk 1900-talslitteratur: en antologi, red. (Stockholm: Sveriges Radio, 1967)
- Tredje världen berättar: texter från Afrika, Asien, Latinamerika, red. tillsammans med Christer Sporrong (Solna: Pogo press, 1976)
- I tjänsten: om tjänstemännens liv i litteraturen: en antologi, red. (Stockholm: LT/TBV, 1985)

### Översättningar
- Rysk poesi 1890–1930, red. och övers. tillsammans med Bengt Jangfeldt (Stockholm: FIB:s Lyrikklubb, 1972)

## Priser och utmärkelser
- 1960 – Boklotteriets stipendiat
- 1991 – Signe Ekblad-Eldhs pris
- 2000 – Karin Boyes litterära pris
- 2004 – Sten Hagliden-priset[9]